# Susana Campos
Susana Campos (Buenos Aires, Argentina; 31 d'agost de 1934 - f. íb.; 16 d'octubre de 2004) va ser una actriu de teatre, cinema i televisió argentina la carrera de la qual es va estendre a altres països d'Hispanoamèrica.

## Els seus inicis
Des de molt jove va demostrar la seva vocació per l'actuació. Va tenir la seva primera oportunitat, segons alguns registres, en 1946 amb Tres millones... y el amor, de Luis Bayón Herrera.Altres investigadors estableixen que la seva carrera es va iniciar en 1947, quan va ser seleccionada al costat d'altres noies, entre elles Analía Gadé, en un concurs per a acompanyar a María Duval a La serpiente de cascabel, de Carlos Schlieper i uns altres situen a la jove actriu en una pel·lícula anterior, Mi novia es un fantasma, de Francisco Mugica.

## El seu treball al cinema

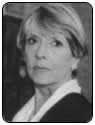
Susana Campos, Any 1980.

Després van seguir altres papers, però en la seva vida professional va haver-hi tres directors que anaven a enriquir el seu veta dramàtica: Leopoldo Torre Nilsson, en Graciela (1956); Mario Soffici, a Rosaura a las diez (1958), i René Mugica, s Hombre de la esquina rosada (1962), on interpreta a la Lujanera.
La seva ductilitat com a actriu i una cosa molt més important: la sobrietat amb què podia compondre sense caure en excessos era sorprenent. Basta veure l'excel·lent Rosaura a las diez (1958), en la qual, als ordes de Mario Soffici, interpretava a una ambigua i misteriosa noia, exquisida en el somni de l'autor, vulgar i repugnant en la realitat, que es converteix en l'eix central d'una pensió familiar, diversos dels habitants dels quals van ser interpretats per republicans espanyols exiliats.
En els anys seixanta va viatjar a Espanya, on va filmar diverses pel·lícules, com Mi calle d'Edgar Neville. L'actriu solia aparèixer al cinema tenyida de rossa, cosa que no agradava a José Luis Borau, que l'admirava per la seva bellesa serena i neta tant com pel seu talent. En triar-la per a protagonitzar Crimen de doble filo (1964) va aconseguir convèncer-la que lluís el seu color natural, cosa de la que se sent orgullós. «Era una dona molt intel·ligent —recorda— sempre sabia per on anaves quan obries la boca». Altres actuacions recordades van ser a Del brazo y por la calle (1966), Los muchachos de antes no usaban gomina (1969), El día que me quieras (1969), con Hugo del Carril, Los chicos crecen (1976) i Los viernes de la eternidad (1980).

## Actuació a teatre i televisió
Va pujar a l'escenari teatral de la mà de Enrique Santos Discépolo, a Blum; després seria el torn de La muerte de un viajante, d'Arthur Miller, i Culpable, amb Narciso Ibáñez Menta; Diálogo de Carmelitas, per continuar amb Póker de amor (1969), ¿Quién soy yo...? (1970), de Luca, i Pato a la naranja (1973). En 1974, al costat del seu marit, Rudy Carrié, va llogar el teatre Colonial, i va posar Pijama de seda, d'Arthur Long, que després va portar a Madrid. També va tenir el protagonisme a Muchas felicidades (1980), de Sergio Jockymann i El farsante (1976), de Richard Nash. Va fer també diverses temporades al costat d'Albert Closas. En 2004 Carlos Furnaro la va convocar per a interpretar una peça de la seva autoria, Afectos compartidos, dirigida per Lía Jelín, però va ser un projecte que no va poder concretar. Del seu treball teatral resulta inoblidable la reeixida obra Brujas, que va coprotagonitzar amb Nora Cárpena, Moria Casán, Thelma Biral i Graciela Dufau, que en els últims temps l'ajudaven en l'escenari per a moure's i superar les seves limitacions oculars produïdes per la malaltia que finalment va ocasionar la seva mort.
En 1966 va treballar en el programa Galería Polyana que amb bona repercussió es va transmetre entre maig i octubre per Canal 9 de dilluns a divendres amb llibres de l'autora teatral Clara Giol Bressan i un elenc que incloïa Virginia Lago, Fanny Navarro, Enzo Viena, Ricardo Passano, Patricia Shaw, Aída Luz, María José Demare, Nelly Darén i Gloria Raines. També treballà en altres cicles com El hombre que volvió de la muerte, Estación Retiro, Lo mejor de nuestra vida, nuestros hijos, Profesión ama de casa, Jorchu, Libertad condicionada, Dulce Ana, Los ángeles no lloran, Milady i darrerament gravà El deseo, en una elogiada actuació interpretant a una dona que sofria d'arterioesclerosi i que revelava secrets que ningú volia conèixer.
La seva incansable vocació d'actriu la va mantenir activa fins al final. En 2002 havia filmat Cautiva, òpera prima de Gastón Biraben, al costat d'Hugo Arana, en la que va compondre el paper de l'àvia d'una nena apropiada durant l'última dictadura, i l'any de la seva mort va actuar a Cómo pasan las horas,en la qual interpreta a una dona malalta de càncer. Es tracta d'una història familiar que es desenvolupa en un dia.

## La seva última pel·lícula
Filmada en 2004 i dirigida per Inés de Oliveira Cézar, Cómo pasan las horasté guió de la directora en col·laboració amb el dramaturg Daniel Veronese. Es tracta de la història d'un matrimoni amb un fill, els camins del qual es bifurquen en dos viatges paral·lels. D'una banda, un llarg passeig que emprenen el pare (Guillermo Arengo) i el seu fill (Agustín Alcoba), que viatgen en camioneta fins a un desolat paratge de platja i segueixen en una llarga caminada que inclou senzilles converses i llargs silencis, amb els quals es va construint una lenta tensió dramàtica. D'altra banda la dona (Roxana Berco) buscarà la seva mare, malalta (interpretada per la seva mare en la vida real, Susana Campos), que viu en un paratge allunyat i boscós i que es troba malalta de càncer. Amb una sensació de finalitat, de ser probablement l'última trobada entre ambdues, les dues caminen, xerren, se senten al bosc, canten i s'acaronen, sent inevitable percebre el paral·lel amb Mare i fill, d'Aleksandr Sokurov, màximament que la directora utilitza per moments el mateix lent distorsionador, anamòrfic, que el rus va usar en aquell clàssic film, el tema del qual tenia bastants punts de contacte amb aquest.
El film respecta els temps, els silencis i els moviments pausats d'aquests quatre éssers al llarg d'unes poques hores d'un dia que evoluciona cap a llocs inesperats. En el seu afany de «ser» més que de «representar», el film és profundament cinematogràfic, deixant de costat gairebé tots els ressorts dramàtics convencionals i d'estructura coneguts. Amb una clara influència del cinema contemplatiu d'autors de l'Est d'Europa (com Bela Tarr, Angelopoulos, Tarkovski o el citat Sokurov), resulta una pel·lícula veritable, honesta i tocant. Un film que està entre el millor d'aquest discret any del cinema nacional, almenys en termes de descobriments.

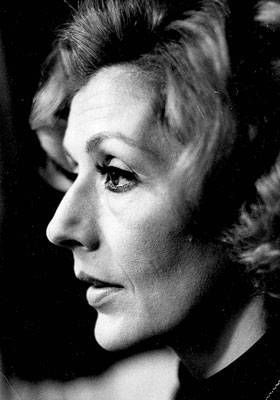
Susana Campos.

La pel·lícula va ser estrenada en el Festival Internacional de Cinema de Berlín de 2005, el mateix any va rebre el premi Fipresci a Millor Pel·lícula Nacional i va ser nominada en les rúbriques pel·lícula, direcció i fotografia per als Còndor de Plata.

## La seva defunció
Víctima d'un tumor cerebral del qual havia estat operada en 1999, la intèrpret va passar bona part de les últimes setmanes a l'Hospital Italià, fins que va ser traslladada a la seva casa amb «internació domiciliària», on va morir. Conforme la seva voluntat expressada les seves restes van ser cremados.

## Vida personal
Va estar casada amb els actors Alberto Berco i Rudy Carrié, dels quals es va divorciar. Dels seus matrimonis va tenir tres fills: Javier Sola, que va morir en un accident automobilístic; Roxana Berco, que segueix els passos artístics de la seva mare; i María Morocha Cortabarría.

## Premis i nominacions
- Nominada en 2006 al Premi Martín Fierro a la millor actriu de repartiment per la seva actuació en el programa El Deseo (2004).
- Nominada en 2006 al Premi Còndor de Plata a la millor actriu de repartiment per Cautiva (2003).
- Premi a la trajectòria en el lliurament dels Còndor de Plata a la producció cinematogràfica argentina (2002).
- Diploma al Mèrit Ràdio i TV de la Fundació Konex (1981).
- Premi Ace a la millor actriu en 1971 per El día que me quieras (1969).
- Premi Perla del Cantàbric a la millor actriu per Hombre de la esquina rosada al Festival Internacional de Cinema de Sant Sebastià (1962).
- Premi Còndor de Plata a la millor actriu a la millor actriu en 1959 per Rosaura a las diez (1958).

## Filmografia

### Cinema
- Cómo pasan las horas (2004) Dir. Inés de Oliveira Cézar.
- Cautiva (2003) Dir. Gastón Biraben.
- Mi familia (EE.UU. 1995) Dir. Gregory Nava.
- Loraldia (El tiempo de las flores) (1991) Dir. Oscar Aizpeolea.
- Los viernes de la eternidad (1981) Dir. Héctor Olivera.
- Así es la vida (1977) Dir. Enrique Carreras.
- Los chicos crecen (1976) Dir. Enrique Carreras.
- Bodas de cristal (1975) Dir. Rodolfo Costamagna.
- Muñequitas de medianoche (inédita - 1974) Dir. Patricia Gal.
- Vamos a soñar con el amor (1971) Dir. Enrique Carreras.
- El bulín (1969) Dir. Ángel Acciaresi.
- El día que me quieras (1969) Enrique Cahen Salaberry.
- Los muchachos de antes no usaban gomina (1969) Dir. Enrique Carreras.
- Digan lo que digan (Espanya-Argentina 1968) Dir. Mario Camus.
- Coche cama, alojamiento (1967) Dir. Julio Porter.
- Villa Cariño (1967) Dir. Julio Saraceni.
- Del brazo y por la calle (1966) Dir. Enrique Carreras.
- Mestizo (Espanya 1966) Dir. Julio Buchs.
- Crimen de doble filo (Espanya 1964) Dir. José Luis Borau.
- Rueda de sospechosos (Espanya 1964) Ramón Fernández.
- La boda (1964) Dir. Lucas Demare.
- Como dos gotas de agua (Espanya 1964) Dir. Luis César Amadori.
- Accidente 703 (Espanya-Argentina 1962) Dir. José María Forqué.
- Los culpables (Espanya 1962) Dir. José María Forn.
- Cena de matrimonios (Espanya 1962) Dir. Alfonso Balcázar.
- Ensayo general para la muerte (Espanya 1962) Dir. Julio Coll.
- Escuela de seductoras (Espanya 1962) Dir. León Klimovsky.
- Usted tiene ojos de mujer fatal (Espanya 1962) Dir. José María Elorrieta.
- Hombre de la esquina rosada (1962) Dir. René Mugica.
- El bruto (1962) Dir. Rubén W. Cavallotti.
- Siempre es domingo (Espanya 1961) Dir. Fernando Palacios.
- 091, Policía al habla (Espanya 1960) Dir. José María Forqué.
- La vida privada de Fulano de Tal (Espanya 1960) Dir. José María Forn.
- Mi calle (Espanya 1960) Dir. Edgar Neville.
- Un bruto para Patricia (Espanya 1960) Dir. León Klimovsky.
- Bombas para la paz (Espanya 1958) Dir. Antonio Román.
- Detrás de un largo muro (1958) Dir. Lucas Demare.
- Rosaura a las diez (1958) Dir. Mario Soffici.
- Amor prohibido (1958) Dir. Luis César Amadori.
- Todo sea para bien (1957) Dir. Carlos Rinaldi.
- Historia de una soga (1956) Dir. Enrique de Thomas (Wing).
- Graciela (1956) Leopoldo Torre Nilsson.
- Amor a primera vista (1956) Dir. Leo Fleider.
- Pecadora (1956) Dir. Enrique Carreras.
- Bacará (1955) Dir. Kurt Land.
- La delatora (1955) Dir. Kurt Land.
- La noche de Venus (1955) Dir. Virgilio Nuguerza.
- La cigüeña dijo ¡Sí! (1955) Dir. Enrique Carreras.
- Vida nocturna (1955) Dir. Leo Fleider.
- Detective (1954) Dir. Carlos Schlieper.
- Caídos en el infierno (1954) Dir. Luis César Amadori.
- Romeo y Julita (1954) Dir. Enrique Carreras.
- Uéi Paesano (1953) Dir. Manuel Romero.
- La niña del gato (1953) Dir. Román Viñoly Barreto.
- La patrulla chiflada (1952) Dir. Carlos Rinaldi.
- Mi hermano Esopo (Historia de un Mateo) (1952) Dir. Luis Mottura.
- Los árboles mueren de pie (1951) Dir. Carlos Schlieper.
- El hermoso Brummel (1951) Dir. Julio Saraceni.
- Fantasmas asustados (1951) Dir. Carlos Rinaldi.
- Arroz con leche (1950) Dir. Carlos Schlieper.
- ¿Vendrás a medianoche? (1950) Dir. Arturo García Buhr.
- Cuando besa mi marido (1950) Dir. Carlos Schlieper.
- Fascinación (1949) Dir. Carlos Schlieper
- La cuna vacía (1949) Dir. Carlos Rinaldi.
- Fúlmine (1949) Dir. Luis Bayón Herrera.
- Cita en las estrellas (1949) Dir. Carlos Schlieper.
- La novia de la Marina (1948) Dir. Benito Perojo.
- El barco sale a las diez (1948) Dir. Francisco Mugica.
- La serpiente de cascabel (1948)...Alumna Dir. Carlos Schlieper.
- Novio, marido y amante (1948) Dir. Mario C. Lugones.
- Un marido ideal (1947) Dir. Luis Bayón Herrera.
- Tres millones... y el amor (1946).... Extra. Dir. Luis Bayón Herrera.
- El tercer huésped (1946).
- La importancia de ser ladrón (1944) Dir. Julio Saraceni.
- Mi novia es un fantasma (1944).
- El comisario de Tranco Largo (1942) Dir. Leopoldo Torres Ríos.

### Televisió
- 1964: Primera fila
- 1965: Su comedia favorita (Canal 9).
- 1965: El malentendido
- 1967: Concierto en mí
- 1969: Historias en la noche
- 1969: Un pacto con los brujos (Antonieta) (Canal 9).
- 1969: El hombre que volvió de la muerte (Liria) (Canal 9).
- 1970: Su comedia favorita: "No me niegues tu amor" (Canal 9).
- 1970: Su comedia favorita: "Matrimonio siglo veinte" (Canal 9).
- 1970: Otra vez Drácula (Hermana) *Canal 9).
- 1971: Teatro 13 -Ep: "Lucha hasta el alba"- (Canal 13).
- 1971: N. Ibáñez Menta presenta: "El abuelo" (Canal 9).
- 1971: Alta Comedia -Ep: "Los pulpos"- (Canal 9).
- 1971: Alta Comedia -Ep: "Bel Ami"- (Canal 9).
- 1971: Alta Comedia -Ep: "El buen mozo"- (Canal 9).
- 1971: Alta Comedia -Ep: "¿Quién mató al abuelo?"- (Canal 9).
- 1971/1972....... Estación Retiro (Mariángeles) (Canal 9).
- 1972: Alta Comedia -Ep: "El tramposo"- (Canal 9).
- 1973: Humor a la italiana -Ep: "Yo quiero... pero ella no" (Roxana)- (Canal 9).
- 1973: Humor a la italiana -Ep: "Vamos a contar mentiras" (Julia)- (Canal 9).
- 1973: Humor a la italiana -Ep: "Se necesita un amante"- (Canal 9).
- 1973: Alta Comedia -Ep: "Los anónimos"- (Canal 9).
- 1973: Alta Comedia -Ep: "La máquina de descubrir"- (Canal 9).
- 1973: Alta Comedia -Ep: "Hondo es el silencio"- (Canal 9).
- 1973: Jugar a morir (Pola) (Canal 13).
- 1973/1976....... Lo mejor de nuestra vida... nuestros hijos (Canal 9).
- 1974: Alta Comedia -Ep: "Tiempo de reír, tiempo de llorar"- (Canal 9).
- 1974: Alta Comedia -Ep: "El buen mozo"- (Canal 9).
- 1979/1980....... Profesión, ama de casa (Marcela) (Canal 9).
- 1981: La torre en jaque (Canal 11).
- 1981: El mundo del espectáculo -Ep: "Ceremonia secreta" (Leónides)- (Canal 13).
- 1981: Las 24 horas -Ep: "Veinticuatro horas antes de la realidad" (Presentadora) (Canal 13).
- 1981: Las 24 horas -Ep: "Veinticuatro horas antes de la casa" (Presentadora) (Canal 13).
- 1981: Las 24 horas -Ep: "Veinticuatro horas antes de la partida" (Presentadora) (Canal 13).
- 1981: Las 24 horas -Ep: "Veinticuatro horas después de la verdad" (Presentadora) (Canal 13).
- 1981: Las 24 horas -Ep: "Veinticuatro horas antes de la respuesta" (Presentadora) (Canal 13).
- 1982: Las 24 horas -Ep: "Veinticuatro horas antes del regreso" (Presentadora)- (Canal 13).
- 1982: Las 24 horas -Ep: "Veinticuatro horas antes de la compensación" (Presentadora)- (Canal 13).
- 1982: Las 24 horas -Ep: "Veinticuatro horas antes de la revelación" (Presentadora)- (Canal 13).
- 1982: Las 24 horas -Ep: "Veinticuatro horas antes del sorteo" (Presentadora)- (Canal 13).
- 1982: Las 24 horas -Ep: "Veinticuatro horas antes del regalo" (Presentadora)- (Canal 13).
- 1982: Las 24 horas -Ep: "Veinticuatro horas antes de la sospecha" (Presentadora)- (Canal 13).
- 1982: Todos los días a la misma hora
- 1985: Libertad condicionada (Canal 9).
- 1991: La bonita página (ATC).
- 1991/1992....... Atreverse (Telefe).
- 1993: Alta Comedia -Ep: "Castigo de amor" (Canal 9).
- 1993: Alta Comedia -Ep: "Casada como dios manda" (Canal 9).
- 1993: Alta Comedia -Ep: "El alma al diablo" (Canal 9).
- 1994: Para toda la vida (Telefe).
- 1994: Alta Comedia -Ep: "Mi hijo vive"- (Canal 9).
- 1994: Alta Comedia -Ep: "Como dos extraños"- (Canal 9).
- 1995: Leandro Leiva, un soñador (Canal 9).
- 1995: Dulce Ana (Mariana Iturbe Montalbán) (Canal 9).
- 1996: Los ángeles no lloran (María Segovia/Lucrecia de la Mezia Terme) (Canal 9).
- 1997: Milady, la historia continúa (Regina de Valladares) (Telefe).
- 1998: Señoras sin señores (Lucrecia) (Telefe).
- 2001: El vestido de terciopelo (Canal 7).
- 2004: El deseo (Luisa) (Telefé).